# ماری الن مارک
ماری الن مارک (انگلیسی: Mary Ellen Mark؛ زادهٔ ۲۰ مارس ۱۹۴۰-درگذشته ۲۵ مه ۲۰۱۵) عکاس خبری، مستند و تبلیغاتی اهل ایالات متحده آمریکا بود. وی بیشتر از افراد در حاشیه اجتماع و به دور از جریان اصلی جامعه عکس می‌گرفت. عکسهای وی در نشریاتی چون مجله لایف، رولینگ استون، نیویورکر، نیویورک تایمز و ونتی فر به چاپ رسیده است. او در سالهای ۱۹۷۷ تا ۱۹۸۱ عضو مگنوم فوتوز بود.

وی همچنین برنده جوایزی همچون کمک هزینه گوگنهایم، جایزه خبرنگاری رابرت کندی، جایزه فولبرایت شده بود.